# Población William Noon

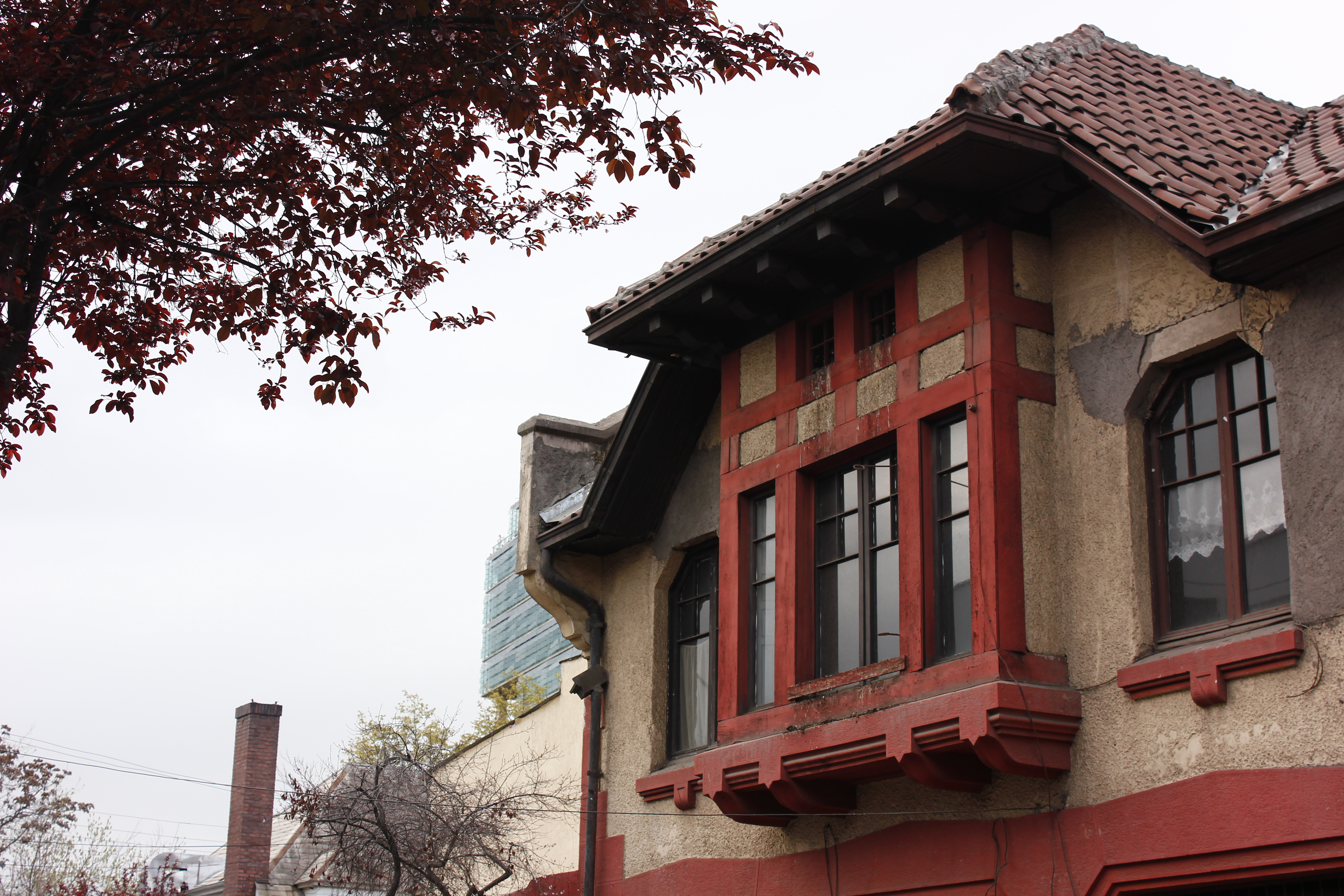
Vista del balcón de una casa.

La Población William Noon es un conjunto arquitectónico habitacional ubicado en la Avenida Manuel Montt, esquina Avenida Eliodoro Yáñez, en la comuna de Providencia, ciudad de Santiago, Chile. El conjunto fue declarado Monumento Nacional de Chile, en la categoría de Zona Típica, mediante el Decreto Supremo n.º 514, del 31 de octubre de 1994.

## Historia
Debido a la gran migración del campo a la ciudad, Santiago experimentó a fines del siglo XIX un gran aumento en su población, llevando a la periferia de la ciudad a subdividirse para dar paso a la urbanización en zonas previamente dedicadas a la agricultura. Estas nuevas viviendas fueron el hogar para clases modestas y de clase media.
En ese entonces, Providencia tenía un marcado carácter agrícola y religioso, dado por la ubicación en el sector de la Iglesia Matriz de las Hermanas de la Providencia, el seminario y el Hospital del Salvador. El carácter residencial del sector fue fortalecido en 1897, cuando se creó la comuna, que comenzó a alojar a gente que emigraba del centro de Santiago debido al alza de las rentas y al atractivo de la periferia.
Una gran cantidad de extranjeros se asentaron, así como también jóvenes de clase alta, estableciéndose en poblaciones en torno a calles y avenidas que unían Providencia con Ñuñoa.
En 1928 se proyectó la Población William Noon, obra de los arquitectos Ricardo Larraín y Víctor Jiménez, en los antiguos terrenos del marino inglés William Noon, que llegó al país en 1817, siendo gobernador de la ciudad de Punta Arenas. El marino donó los terrenos a la Orden dominica, quienes construyeron el conjunto.

## Descripción
El conjunto se presenta en casas de dos pisos, pareadas y organizadas en torno a patios interiores, que dan lugar a dos viviendas. Las viviendas del nivel inferior presentan su acceso principal por el patio interior, mientras que las del segundo piso por una escalera que va desde la calle. Un zócalo de color rojo recorre todas las viviendas, moldeando las puertas y las ventanas. En el segundo nivel sobresalen frontones y tímpanos.